# Dům čp. 72 (Břidličná)
Dům čp. 72 stojí na katastrálním území obce Břidličná v okrese Bruntál. Představuje lidovou architekturu jesenického typu a byl 17. října 2002 Ministerstvem kultury České republiky prohlášen za kulturní památku Česka.

## Popis
Dům je samostatně stojící přízemní roubená nepodsklepená stavba štítové orientace se sedlovou střechou. Střecha je krytá šindelem, který je překryt eternitem se zachovalým dřevěným okapem. Štíty jsou bez podlomenice deštěné svisle položenými deskami, nad východním štítem je kabřinec. Na stropním trámu je datace 1777.
Dispozice domu je trojdílná šestiprostorová komorového typu. Hlavní vchod je na jižní okapové straně, průchozí síň má valenou klenbou. Nalevo je kuchyň, komora a světnička, napravo je jizba a světnička. Podlahy jsou prkenné a stropy trámové. Východní štít a jižní okapová strana mají tři okenní osy. Okna jsou dvojitá dvojkřídlá, zasklena čtyřmi tabulkami skla. Na severní straně je dřevěný přístavek.